# Primula amoena
Primula amoena är en viveväxtart som beskrevs av Mb. Primula amoena ingår i släktet vivor, och familjen viveväxter. Inga underarter finns listade i Catalogue of Life.